# Slipy

Slipy – základní tvar prádla

Slipy jsou druhem pánského spodního prádla. Mají tvar písmena V a na rozdíl od trenýrek a boxerek nemají na stehnech nohavičky. 
Slipy se v dnešní podobě začaly vyrábět v roce 1935 v Chicagu jako alternativa suspenzoru. Slipy totiž udrží pánské genitálie v relativně fixované poloze. Brzy se rozšířily po celém světě pro svou jednoduchost a funkčnost, kdy provázek či knoflíky v pase nahradila praktická guma. Preference jednotlivých typů spodního prádla je v čase proměnlivá a podléhá módním trendům. Slipy se těšily největší oblibě v 80. a 90. letech 20. století. Po roce 2000 získaly větší oblibu trenýrky nebo boxerky.

## Název
Název prádla je odvozen od anglického slovesa to slip, rychle vklouznout. Ačkoliv tento výraz pronikl do různých jazyků, v samotné angličtině se dnes spíše používá označení briefs. V němčině slovo Slip označuje jak pánské slipy, tak i dámské kalhotky.

## Typologie slipů

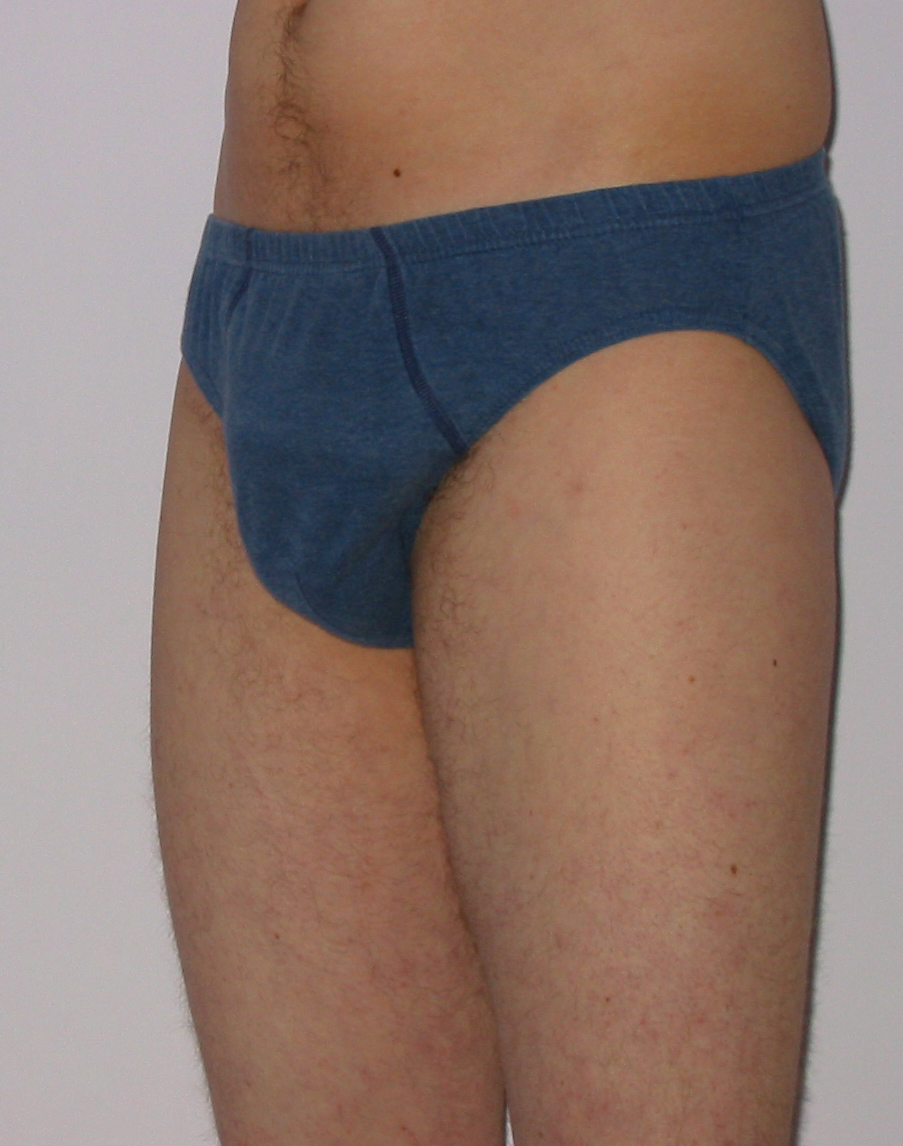
Slipy

Slipy se vyrábějí v mnoha provedeních, lišících se použitým střihem či materiálem, například:
- Slipy vysokého střihu
- Slipy středního (klasického) střihu
- Slipy nízkého střihu
- Slipy tangového střihu
- Slipy s anatomickým váčkem
- Slipy s push-up efektem

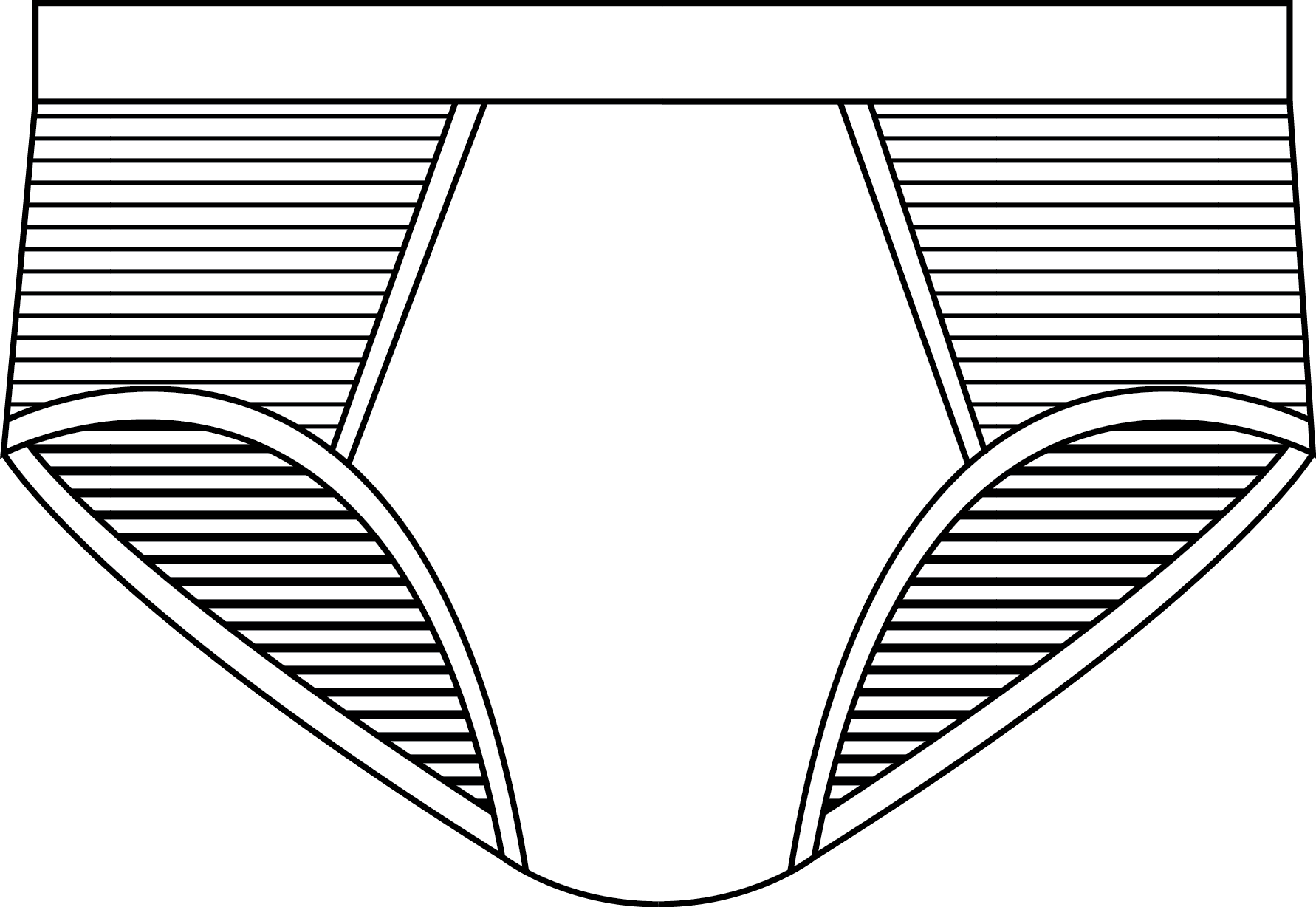
Slipy s vysokým střihem
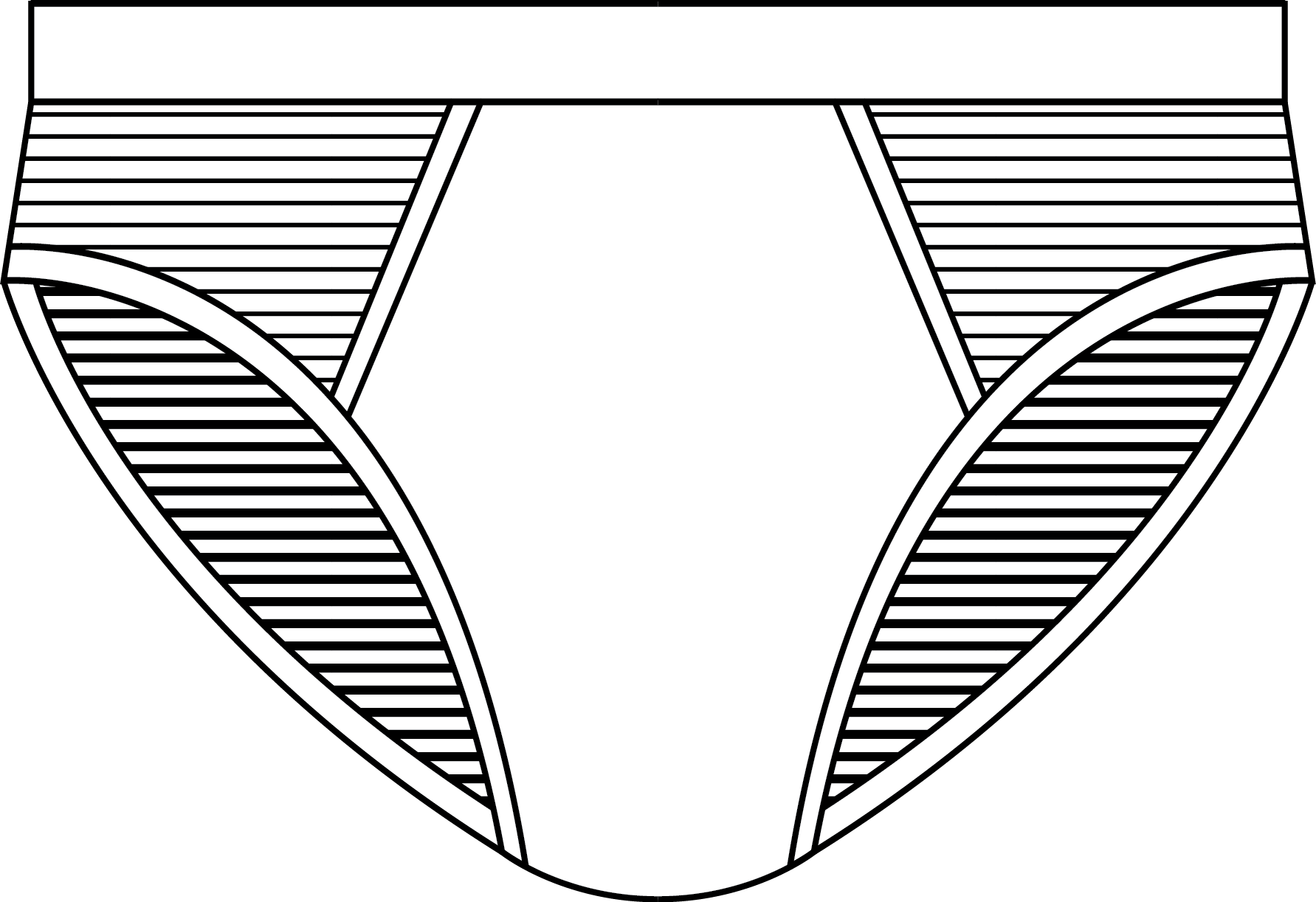
Klasický (střední) střih
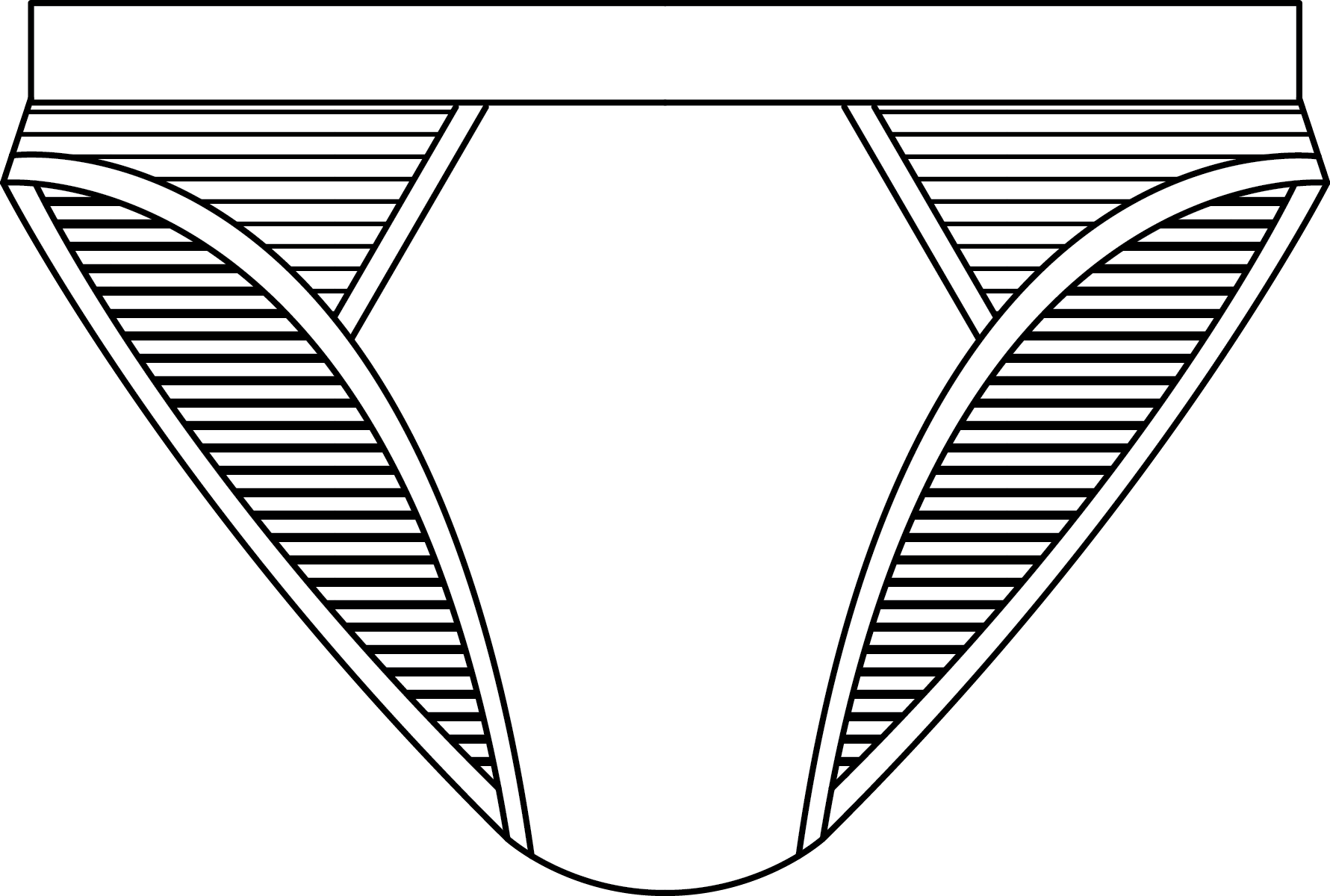
Slipy s nízkým střihem
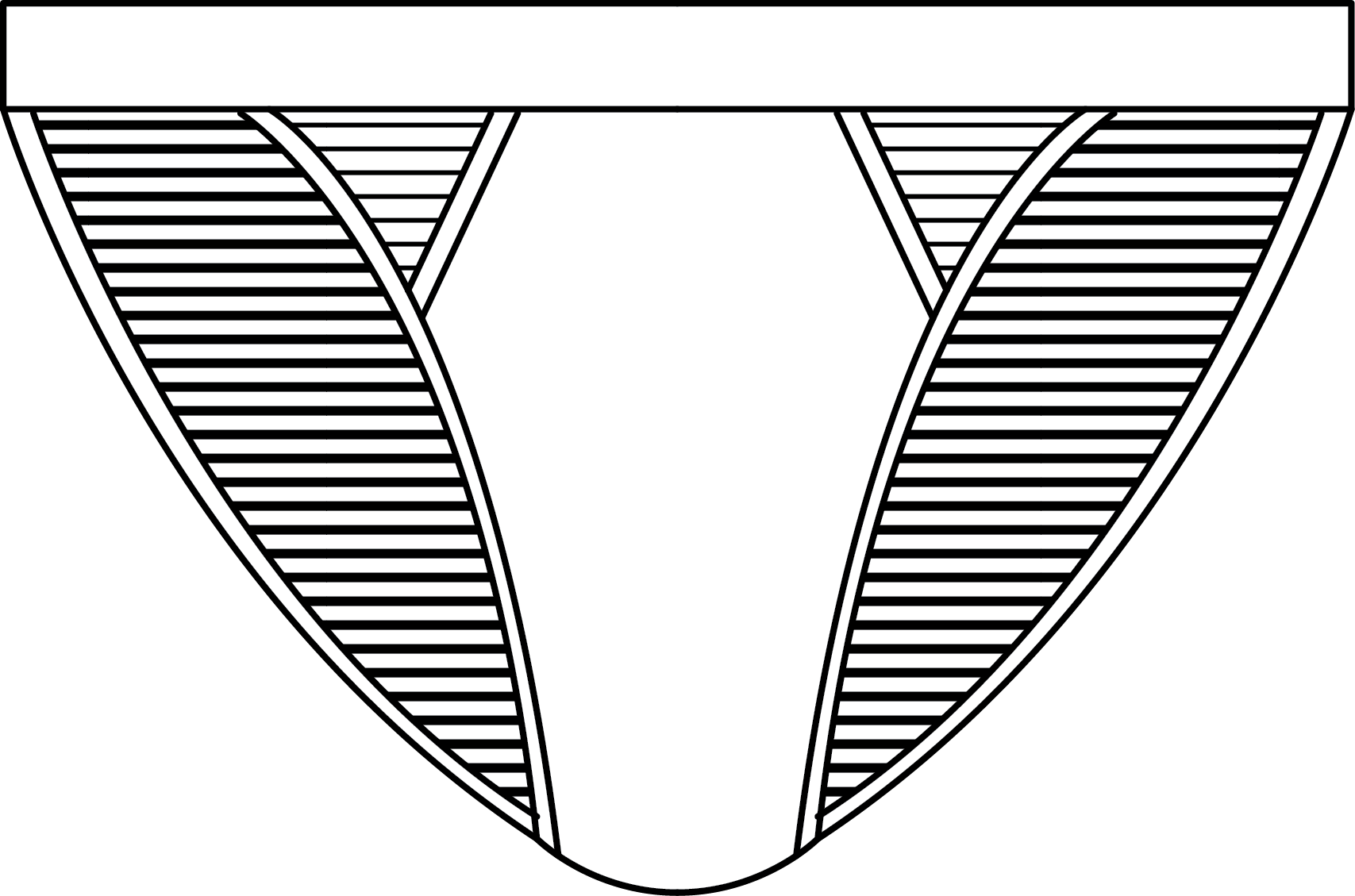
Tanga

## Vliv na plodnost
Vzhledem k tomu, že slipy udržují mužské genitálie ve fixované poloze, objevují se obavy, že mohou negativně ovlivňovat tvorbu spermií ve varlatech. Pro zdárné vyzrávání spermií je zapotřebí o něco nižší teplota než uvnitř těla, a proto jsou varlata umístěna v šourku, mimo břišní dutinu. Dlouhodobé udržování varlat v těsné blízkosti těla by mohlo způsobovat jejich přehřívání, a proto se objevují doporučení, aby se muži vyhýbali nošení slipů, pokud si chtějí zachovat svoji plodnost. Pro podporu tohoto tvrzení však neexistuje dostatek jednoznačných důkazů. Více než typ spodního prádla ovlivňují teplotu v šourku tělesná aktivita (vsedě je teplota vyšší než při chůzi) a nošení kalhot. Vliv spodního prádla nebyl jednoznačně prokázán.